# Galijen
Publius Licinius Egnatius Gallienus (* 218.; † 268.) od 253. do 260. suvladar sa svojim ocem rimskim carem Valerijanom, a od 260. do 268. vlada sam.
Nakon što je Valerijan ubijen, Galijen je proglasio edikt o toleranciji, zaustavio progone kršćana i dao Crkvi legalan status, koji je trajao do 310.

### Ostali projekti
|  | Zajednički poslužitelj ima još gradiva o temi Galijen |